# Sicydium cocoensis
Sicydium cocoensis nebo též Cotylopus cocoensis, případně též Sicydium cocoense, je endemický druh ryby z čeledi hlaváčovitých, která se vyskytuje na Kokosovém ostrově v Tichém oceánu. 

## Výskyt
Druh se vyskytuje jak ve slané, tak ve sladké vodě. Výskyt byl zaznamenán jak v pobřežních vodách v okolí ostrova, tak ve vnitrozemí, a to v řekách a potocích ústících do zátok Chatham a Wafer. Jedná se o rybu amfidromní, tedy během života migruje mezi sladkou a slanou vodou, avšak nikoliv z důvodu rozmnožování. Nejvyšší postup proti proudu byl zaznamenán v 62 metrech nadmořské výšky.